# Kalijfasan
Kalijfasan (Lophura leucomelanos) är en asiatisk fågel i familjen fasanfåglar inom ordningen hönsfåglar.

## Utseende
Kalijfasanen är en relativt stor, tofsförsedd fasan med en kroppslängd på 63–74 cm hos hanen, varav stjärten 21–35 cm, och 50-60 cm hos honan. Liksom andra arter i släktet Lophura har den en buskig och nedåtböjd stjärt. Den är en av de allra mest utseendemässigt varierade fasanerna.
Hanen har blåsvart ovansida och varierande mängd vitt på övergump och undersida. Underarten hamiltonii (se nedan) har även en vit tofs. Honan varierar från mattbrun till rödbrun, med gråbeige kanter på fjädrarna som ger den ett fjälligt intryck. Båda könen har röd bar hud kring ögat och till skillnad från liknande nära släktingen silverfasanen grå och inte röda ben.

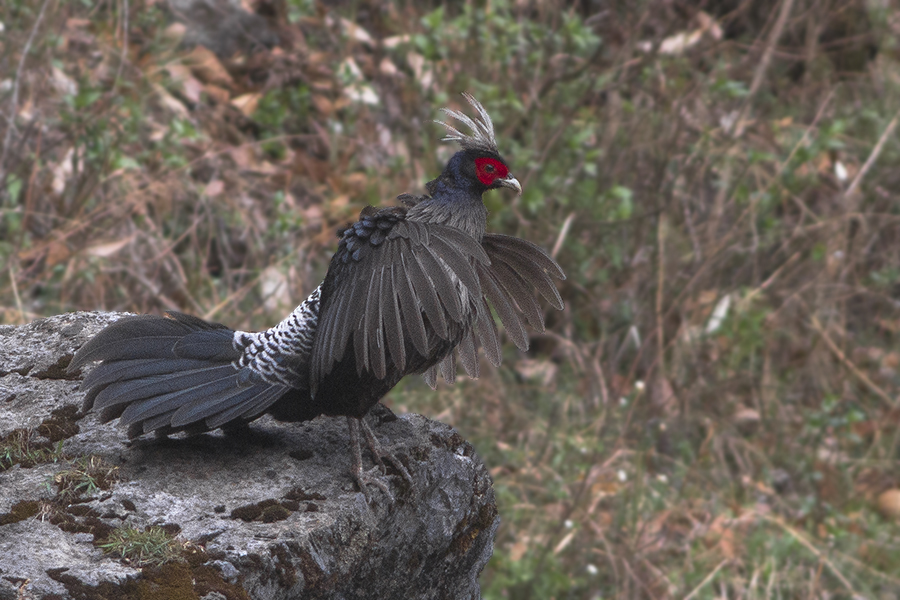
Hane.

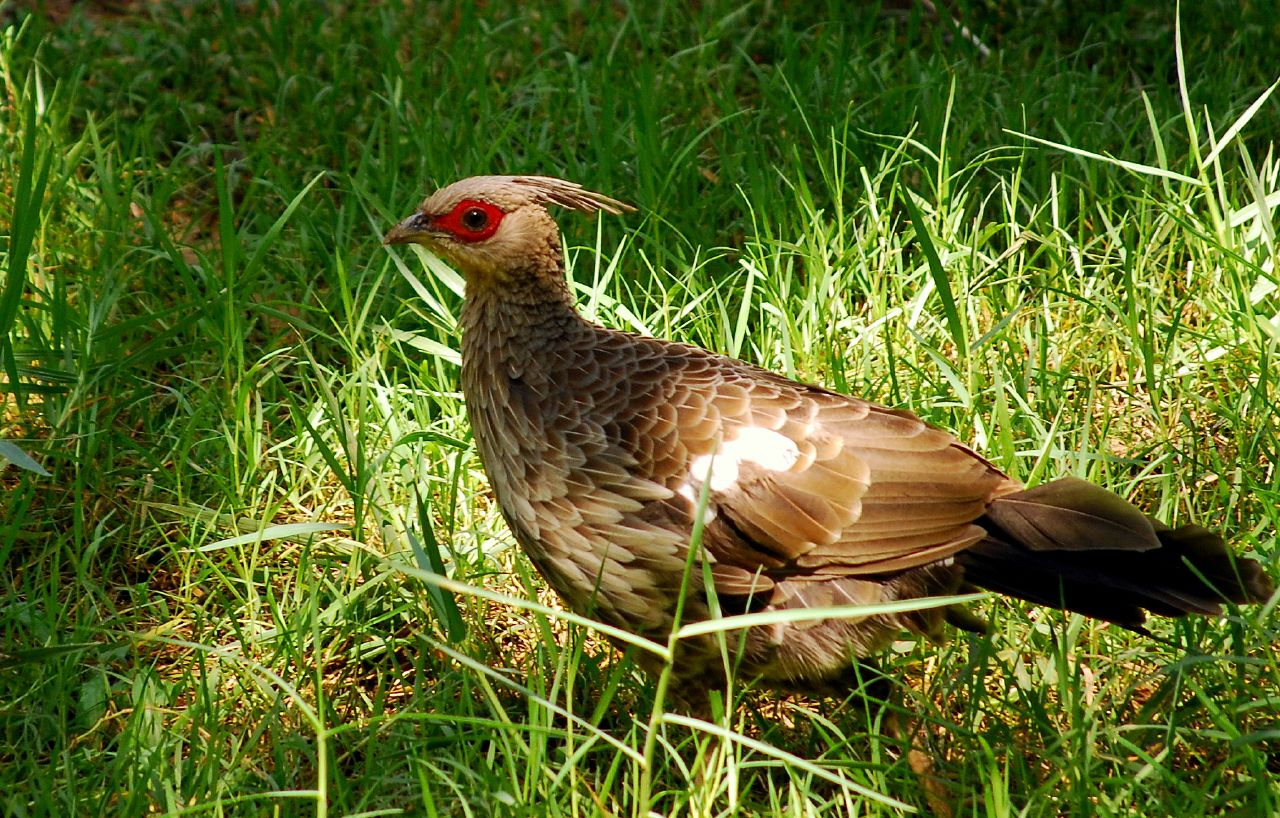
Hona.

## Läte
Från hanen hörs ett galande "kurr kurr kurchi kurr". Även olika visslande, gnisslande och kacklande läten kan höras.

## Utbredning och systematik
Kalijfasan delas in i nio underarter med följande utbredning:
- Lophura leucomelanos hamiltoni – förekommer i västra Himalaya (Indusfloden till västra Nepal)
- Lophura leucomelanos leucomelanos – förekommer i subtropiska tallskogar, salskogar och fuktiga tempererade skogar i Nepal
- Lophura leucomelanos melanota – förekommer i Sikkim och västra Bhutan
- Lophura leucomelanos moffitti – har okänd utbredning, eventuellt centrala Bhutan
- Lophura leucomelanos lathami – förekommer från östra Bhutan och norra Indien till Myanmar
- Lophura leucomelanos williamsi – förekommer i västra Myanmar (österut till Irrawaddy)
- Lophura leucomelanos oatesi – förekommer i södra Myanmar (Arakanbergen)
- Lophura leucomelanos lineata – förekommer från södra Myanmar (öster om Irrawaddy) till nordvästra Thailand
- Lophura leucomelanos crawfurdii – förekommer i sydöstra Myanmar (Tanintharyi) och södra Thailand

Kalijfasanen är även införd till Hawaiiöarna. Den hybridiserar med silverfasanen på ett antal lokaler öster om Irrawaddyfloden, liksom på Isla Victoria där båda arter är mycket lokalt införda. DNA-studier visar dock att de utgör två olika arter och att underarterna lineata och crawfurdii, tidigare placerade hos silverfasanen, egentligen tillhör kalijfasanen.
Arten kan delas in i åtminstone tre underartsgrupper (crawfurdii och lineata; leucomelanos; övriga underarter), men flera underarter har inte undersökts ännu. Både underarterna lathami och lineata har föreslagits utgöra egna arter.

## Levnadssätt
Kalijfasanen förekommer i en rad olika skogstyper med tät undervegetation. Den är en allätare som intar allt från bambufrön till små ormar, men framför allt termiter, fikon, bambufrön och skogsförekommande jams.

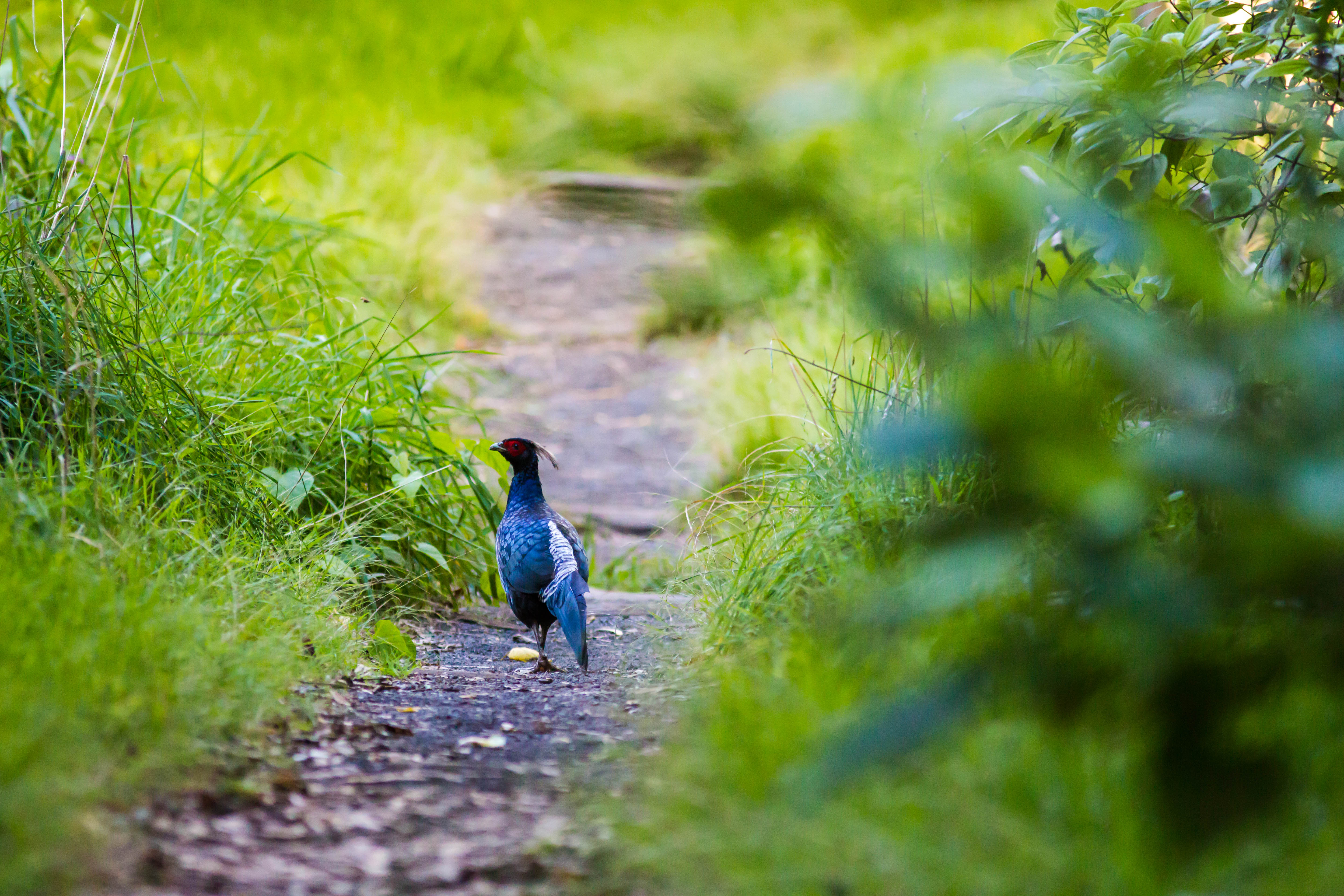

## Status och hot
Arten har ett stort utbredningsområde och en stor population, men tros minska i antal på grund av habitatförstörelse och jakt, dock inte tillräckligt kraftigt för att den ska betraktas som hotad. Internationella naturvårdsunionen IUCN kategoriserar därför arten som livskraftig (LC).